# Orland (California)
Orland è una città degli Stati Uniti d'America, situata in California, nella contea di Glenn.